# Армия прикрытия
А́рмия прикры́тия (ист.) — исторический термин, обозначающий название составной части вооружённых сил государства, которая предназначалась для прикрытия его границ от внезапного вторжения противника для обеспечения проведения мобилизации, сосредоточения и развёртывания главных сил ВС государства, в начальный период войны (военного конфликта). Армии прикрытия заблаговременно развёртывалась вблизи государственной границы, для отпора, сковывания и блокирования напавшего противника.
Состав армии прикрытия определялся в зависимости от протяжённости границ государства, их доступности и степени угрозы, возможностей военного строительства и состоял, как правило, из объединений и соединений укомплектованных по штатам военного времени, дислоцированных в приграничной зоне. Обычно армия прикрытия опиралась на систему приграничных укреплений, укреплённых районов (УР).

## Представление советского военного командования о роли армии прикрытия передВеликой Отечественной войной
Большинство советских военных теоретиков 1930-х годов в вопросе о стратегическом развертывании и способе его прикрытия склонялось к канонизации опыта Первой мировой войны. Они не предусмотрели возможности применения противником скрытого способа мобилизации и развертывания вооруженных сил для внезапного нападения сразу главными силами, и поэтому считали, что начальный период будет характеризоваться операциями малых армий, под прикрытием которых произойдет стратегическое развертывание и вступление в дело основных масс вооруженных сил. Ожидалось что после начала войны основные усилия будут направлены на завоевание господства в воздухе, а одновременно с действиями авиации начнутся приграничные сражения армий прикрытия, которые, отражая удары противника, обеспечат отмобилизование, сосредоточение и развертывание главных сил своих войск и создадут условия для перехода их в наступление.
Однако 22 июня 1941 года при внезапном (без каких-либо предварительных ультиматумов и т.п.) нападении на СССР уже отмобилизованный вермахт сразу же задействовал 117 дивизий и, используя свое превосходство в силах на направлениях главных ударов, а также замешательство советских войск прикрытия, вызванное внезапностью нападения, добился значительных успехов. В результате основная задача, которая стояла перед армиями прикрытия, — задержать противника в приграничной полосе и обеспечить развертывание главных сил — оказалась не выполненной. За три недели противник продвинулся вглубь территории СССР на северо-западном направлении на 450–500 км, на западном — на 450–600 км и на юго-западном — на 300–350 км.
Фактически к лету 1941 года армии прикрытия СССР являлись основными силами государства (13 армий 1-го стратегического эшелона; во 2-м эшелоне было 7 армий, в 3-м позже было сформировано 4 армии), причём силы армии прикрытия в день вторжения противника получили приказ о наступлении на его территорию.

Наиболее правильным, на наш взгляд, было главные силы армии прикрытия иметь развёрнутыми на старой границе, а на новую границу выдвинуть в качестве прикрытия только конные, механизированные, моторизованные и инженерные войска для ведения подвижной обороны с широким применением заграждений, разрушений и минирования, особенно дорог и мостов. Небольшие гарнизоны из стрелковых войск могли быть оставлены в готовых узлах сопротивления, строящихся по новой границе УРов, приспособленных к круговой обороне и могущих лишить врага возможности пользоваться лучшими переправами и дорогами. Войска прикрытия такого состава, сдерживая противника на заграждениях, должны были постепенно отойти за рубеж УРов по старой границе и соединиться с главными силами армии прикрытия. Противник, ввязавшись в бои за укрепрайоны, мог подвергнуться ударам свежих и планомерно изготовившихся к боевым действиям главных сил.— Генерал-лейтенант в отставке Б. Колчигин, «Мысли об использовании армии прикрытия в начальном периоде Великой Отечественной войны», «Военно-исторический журнал» № 4, 1961 год, стр. 35 — 37.
Армии прикрытия после середины XX века не применяются, и этот термин в современном военном деле России отсутствует.